# Aaron Ekblad
Aaron Ekblad (ur. 7 lutego 1996 w Windsor, Ontario) – kanadyjski hokeista, reprezentant Kanady.
Jego brat Darien (ur. 1994) także został hokeistą (bramkarzem).

## Kariera klubowa
- Sun County Panthers Bantam AAA (2009-2010)
- Sun County Panthers Mn Mdgt AAA (2010-2011)
- Barrie Colts (2011-2014)
- Florida Panthers (2014-)

Wychowanek Sun County MHA. Od 2011 do 2014 przez trzy sezony był zawodnikiem klubu Barrie Colts i występował w juniorskich rozgrywkach OHL w ramach CHL. Został wybrany przez ten klubu w drafcie do OHL z numerem jeden. W edycji 2013/2014 był kapitanem drużyny. 26 maja 2014, w KHL Junior Draft z 2013 został wybrany przez Witiaź Czechow (runda 5, numer 171). 27 czerwca 2014 w drafcie NHL z 2014 został wybrany przez Florida Panthers z numerem jeden. 3 września 2014 podpisał kontrakt z tym klubem, na występy w rozgrywkach NHL. Rozpoczął w nich grę w sezonie NHL (2014/2015). W połowie 2016 przedłużył kontrakt z Florida Panthers o osiem lat. W marcu 2025 ogłoszono, że został zawieszony na 20 spotkań NHL za naruszenie postanowień programu dotyczącego niedozwolonych substancji w organizmie,

## Kariera reprezentacyjna
Został reprezentantem juniorskim Kanady. Występował w kadrach juniorskich kraju w turniejach mistrzostw świata do lat 17 (2012, 2013), Memoriale Ivana Hlinki 2013 oraz mistrzostw świata do lat 20 w 2014. W barwach seniorskiej kadry uczestniczył w turniejach mistrzostw świata w 2015, 2018. W barwach zespołu Ameryki Północnej do lat 23 brał udział w turnieju Pucharu Świata 2016.

## Sukcesy
Reprezentacyjne
- Brązowy medal mistrzostw świata juniorów do lat 17: 2012
- Złoty medal Memoriału Ivana Hlinki: 2014
- Złoty medal mistrzostw świata: 2015

Klubowe
- Emms Trophy: 2013 z Barrie Colts
- Bobby Orr Trophy: 2013 z Barrie Colts

Indywidualne
- OHL (2011/2012):
  - Pierwszy skład gwiazd pierwszoroczniaków
  - Emms Family Award – najlepszy debiutant sezonu
- OHL (2013/2014):
  - Pierwsze miejsce w klasyfikacji strzelców wśród obrońców w sezonie zasadniczym: 23 gole
  - Max Kaminsky Trophy – nagroda dla najlepszego obrońcy
  - Pierwszy skład gwiazd
- Mistrzostwa Świata w Hokeju na Lodzie 2015/Elita:
  - Pierwsze miejsce w klasyfikacji strzelców wśród obrońców turnieju: 4 gole[5]
  - Czwarte miejsce w klasyfikacji kanadyjskiej wśród obrońców turnieju: 7 punktów
- NHL (2014/2015):
  - NHL All-Rookie Team
  - NHL All-Star Game
  - Calder Memorial Trophy
- NHL (2014/2015):
  - NHL All-Star Game
- Mistrzostwa Świata w Hokeju na Lodzie 2018/Elita:
  - Jeden z trzech najlepszych zawodników reprezentacji w turnieju[6]